# أليس بير
أليس بير (بالإنجليزية: Alice Beer)‏ هي مقدمة تلفزيونية بريطانية، ولدت في 17 مايو 1965 في بوشي ‏ في المملكة المتحدة.

## وصلات خارجية
- أليس بير على موقع IMDb (الإنجليزية)